# Dorfkirche Milow (Milower Land)

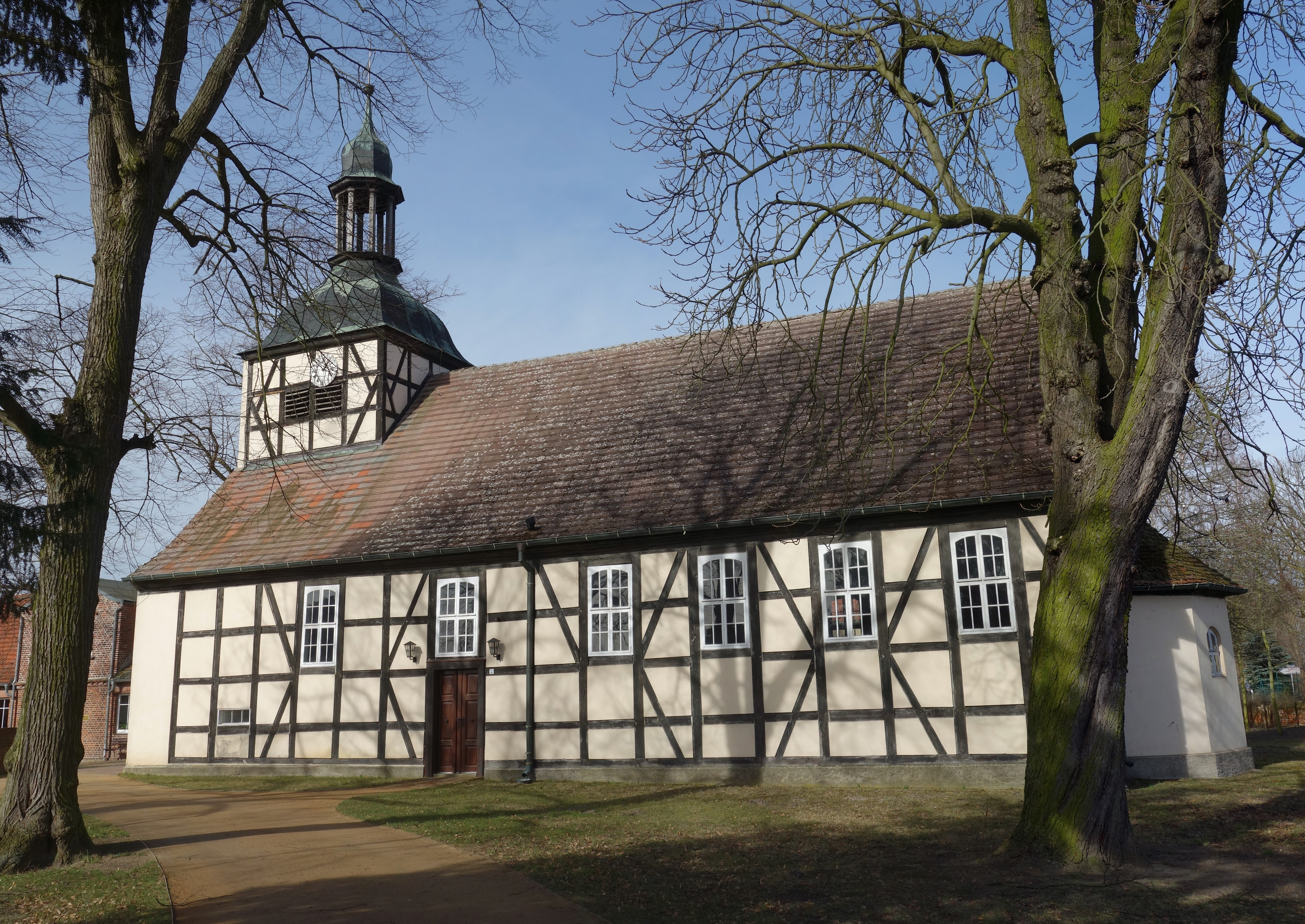
Dorfkirche Milow

Die evangelische Dorfkirche Milow ist eine Saalkirche in Milow, dem namensgebenden Ortsteil der Gemeinde Milower Land im brandenburgischen Landkreis Havelland. Die Kirchengemeinde gehört der evangelischen Kirchengemeinde Milow im Kirchenkreis Nauen-Rathenow der Evangelischen Kirche Berlin-Brandenburg-schlesische Oberlausitz an. Das Gebäude steht unter Denkmalschutz.

## Baubeschreibung
Die Kirche steht im Ortskern von Milow in Richtung der Havel an der Stremmestraße. Im Dreißigjährigen Krieg wurde die erste Kirche von 1240 zusammen mit dem ganzen Dorf niedergebrannt. Der Neubau der Kirche erfolgte im Jahr 1695 direkt über den Grundmauern des Vorgängerbaus. Es handelt sich um einen imposanten Fachwerkbau mit einem quadratischen westlichen Dachturm, der eine geschwungene Haube mit Laterne trägt. Der dreiseitige Ostschluss wurde vermutlich um 1702 hinzugefügt. Im Inneren des dreischiffigen Raums befinden sich Holzstützen mit Unterzügen sowie eine gefelderte Holzdecke, deren Bemalung von 1702 stammt und mit insgesamt 70 Gemälden von Christus und Engeln mit Musikinstrumenten, Spruchbändern und Leidenswerkzeugen in den Mittelfeldern sowie mit einem Wolkenhimmel in den Seitenfeldern versehen ist.
Der Altaraufbau stammt aus der Zeit um 1700 und weist gewundene Säulen und Wangen aus Knorpelwerk auf. Im Mittelfeld befindet sich ein Gemälde der Kreuzigung, während in der Predella das Abendmahl dargestellt ist. Der klassische Aufbau wird von Experten als „von eher mäßiger Qualität“ bezeichnet. Auf dem gesprengten Giebel befindet sich eine Erlöserfigur, auf der ein Landsknecht liegt. Die Kanzel stammt aus der zweiten Hälfte des 17. Jahrhunderts und weist einen polygonalen Korb mit Pilastern und Knorpelornamenten auf. In den Rundbogenfeldern sind Gemälde der Evangelisten und zweier Stifter zu sehen; darüber befindet sich ein freihängender Schalldeckel.
An der Brüstung der West- und Nordempore sowie an den Stirnbänken des Gestühls befinden sich 37 qualitativ hochwertige halbfigurige Tafelbilder von Erzvätern, Richtern und Königen des Alten Testaments, Propheten, Aposteln und Salvator mundi. Eine zweigeschossige Patronatsloge stammt aus dem 18. Jahrhundert und ist mit gemalten Wappen der Familie von Treskow, von Katte, von der Schulenburg, von Quitzow, von Obergen, von Lutzendorff, von Veltheim, von Prendell, von Münchhausen, von Buschen, von Harenberg und von Rheden verziert. Mittig ließ sich der Patronatsherr Johann Sigismund von Tresckow unter seinen wichtigsten Güter nennen. Die Orgel, die über einen klassizistischen Orgelprospekt verfügt, wurde 1839 von Friedrich Wilhelm Wäldner gefertigt. Sie verfügt über 10 Register auf einem Manual und Pedal und steht gesondert unter Denkmalschutz. Sie ersetzte ein Instrument, das 1782 von Dorothea Penning gestiftet wurde.
An der östlichen Zwischenwand über dem Altar befinden sich zwei Epitaphe der Familie von Treskow. Das erste ist für Johann Sigismund († 1718) und seine Ehefrau Anna Elisabeth († 1713) und ist aus Sandstein gefertigt. Der reich verzierte plastische Reliefaufbau umfasst ein Bildnismedaillons der Verstorbenen, zwei allegorische Figuren und Wappen. Das zweite Epitaph ist für Arndt Heinrich († 1689) und besteht aus Holz. Es zeigt eine große Wappenkartusche mit Trophäenschmuck über einer akathusgerahmten Inschrift. Die zahlreichen abgebildeten Waffen weisen auf seine Teilnahme an einem vierjährigen Krieg in der Türkei hin. An der Ostwand sind sechs ganzfigurige Grabplatten der Familie von Treskow aus der Spätrenaissance zu sehen, darunter für zwei Ehepaare, Hans († 1617) und Gertrud († 1606) sowie Ursel († 1569) und unbekannt († 1573), sowie für die Kinder Gertraud Anna († 1628) und Heinz († 1629). Außerdem befindet sich in der Kirche ein Gedenkstein, der ursprünglich aus der heute profanierten Leopoldsburger Kirche stammt. Der Stein ehrt die Stifter der Kirche, Moritz von Anhalt-Dessau und seine Schwester Anna Wilhelmine von Anhalt-Dessau und ist auf das Jahr 1769 datiert.
Eine Glocke aus dem Jahr 1575 wurde von Joachim Jenderich aus Havelberg gegossen wurde. Sie steht gesondert unter Denkmalschutz. Daneben gibt es eine weitere Glocke, die 1989 zur Wiedervereinigung von Nachfahren der Familie von Tresckow gestiftet wurde.